# Ронко Канавезе
Ро̀нко Канавѐзе (на италиански: Ronco Canavese; на пиемонтски: Ronch Canaveis, Ронк Канавейз, на окситански: Ronk, Ронк) е село и община в Метрополен град Торино, регион Пиемонт, Северна Италия. Разположено е на 956 m надморска височина. Към1 януари 2020 г. населението на общината е 299 души, от които 20 са чужди граждани.